# Torneo de Sídney 2012

El Apia International Sydney es un evento de tenis que se disputará en Sídney (Australia), haciendo parte de un par de eventos que hacen de antesala al Australian Open. Se jugarà entre el 9 y 14 de enero de 2012 haciendo parte de un torneo de la serie 250 de la ATP y un WTA Premier Events.

## Campeones
- Individuales masculinos:   Jarkko Nieminen  derrota a  Julien Benneteau por 6-2, 7-5.

- Individuales femeninas:   Victoria Azarenka  derrota a  Li Na por 6-2, 1-6, 6-3.

- Dobles masculinos:   Mike Bryan/  Bob Bryan derrota a  Matthew Ebden /  Jarkko Nieminen por 6-1, 6-4.

- Dobles femeninas: Květa Peschke/  Katarina Srebotnik derrota a  Liezel Huber /  Lisa Raymond por 6-1, 4-6, 13-11.